# 蔡珠兒
蔡珠兒（1961年—），台灣作家，南投縣埔里鎮人，國立台灣大學中文系畢業，英國伯明罕大學文化研究系畢業。夫婿為出身中國大陸上海市的銀行家汪浩博士。
曾任《中國時報》記者，曾旅居英國倫敦，1997年移居香港大嶼山愉景灣，專事寫作，2015年返國定居臺北。蔡珠兒熱愛植物及食物，自封為專業的家庭主婦，全職的自然及社會觀察員。
2003年獲第二十屆吳魯芹散文獎；2003年《雲吞城市》榮獲梁實秋散文獎；2005年《紅燜廚娘》同時榮獲中國時報開卷好書獎、聯合報讀書人獎，誠品書店暢銷書；2012年《種地書》榮獲中國時報開卷好書獎。

## 著作
《花叢腹語》ISBN 9575221060（04/01/1995 聯合文學 出版）

《南方絳雪》ISBN 9575223926（09/04/2002 聯合文學 出版）

《雲吞城市》ISBN 9575224566（12/21/2003 聯合文學 出版）

《紅燜廚娘》ISBN 9575225635（09/23/2005 聯合文學 出版）

《饕餮書》  ISBN 9575225880（03/27/2006 聯合文學 出版）

《種地書》  ISBN 9789866281310 （03/01/2012 有鹿文化出版）

## 外部連結
- 國家圖書館-當代文學史料系統
- 香港電台: 香港故事-第21輯-人．情．味@廚房-1-蔡珠兒的感官世界-2012-12-09